# Kevin Luron
Kevin Luron (8 novembre 1991) è un triplista francese.

## Palmarès
| Anno | Manifestazione           | Sede     | Evento       | Risultato | Prestazione | Note |
| ---- | ------------------------ | -------- | ------------ | --------- | ----------- | ---- |
| 2010 | Mondiali juniores        | Moncton  | Salto triplo | 19º (q)   | 15,14 m     |      |
| 2013 | Europei under 23         | Tampere  | Salto triplo | 7º        | 16,19 m     |      |
| 2017 | Europei indoor           | Belgrado | Salto triplo | 10º (q)   | 16,51 m     |      |
| 2017 | Giochi della Francofonia | Abidjan  | Salto triplo | Argento   | 16,76 m     |      |
| 2018 | Europei                  | Berlino  | Salto triplo | 19º (q)   | 16,25 m     |      |
| 2019 | Europei indoor           | Glasgow  | Salto triplo | 5º        | 16,63 m     |      |

## Altre competizioni internazionali
2018
- Bronzo all'Athletics World Cup ( Londra), salto triplo - 16,67 m